# Phare

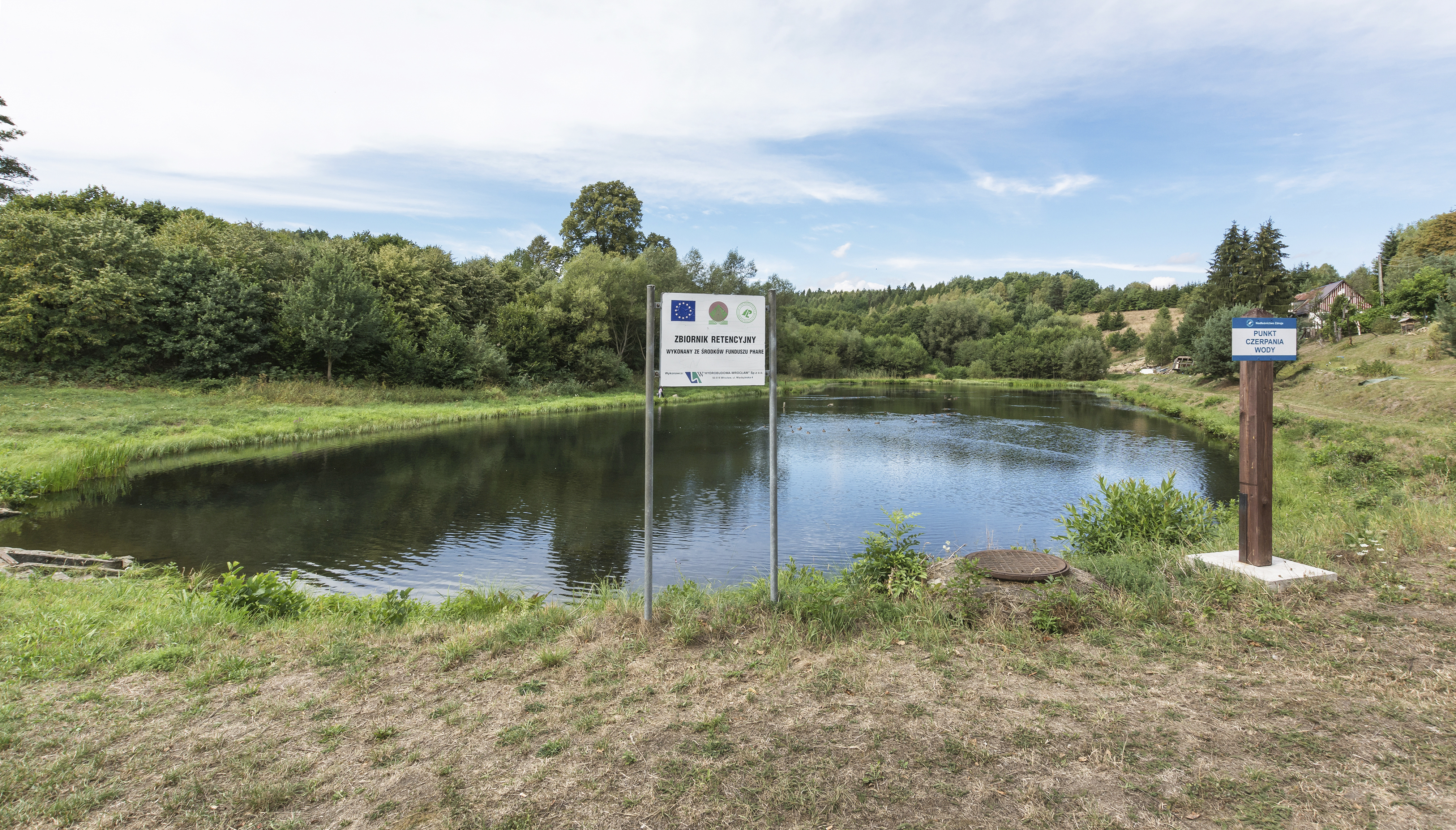
Zbiornik retencyjny w Chocieszowie wybudowany z funduszu Phare

Phare (ang. Poland and Hungary: Assistance for Restructuring their Economies) – program Komisji Europejskiej powstały w roku 1989 w celu udzielania materialnej pomocy państwom kandydującym do Wspólnot Europejskich. Do roku 2000 z Phare korzystało już 17 państw europejskich. Po roku 2000 kraje Bałkanów Zachodnich wyłączono do odrębnego programu CARDS. Zarówno Phare jak i CARDS zaniechane zostały w 2007 r. na rzecz nowego programu Instrument Pomocy Przedakcesyjnej.
Początkowo był kierowany jedynie do Polski i Węgier, skąd też wzięła się jego pierwotna nazwa: Poland and Hungary: Assistance for Restructuring their Economies (PHARE). Od roku 1990 objął on także Bułgarię, Czechosłowację, a następnie Albanię, Rumunię, Litwę, Łotwę i Estonię. W związku z rozszerzeniem listy państw-beneficjentów zaprzestano rozwijania skrótu PHARE, a oficjalna nazwa została zmieniona na „Phare”. Największym beneficjentem programu była Polska, dla której kwota w budżecie Phare w okresie 1990–2003 wyniosła ok. 3,9 mld euro.